# Turó de Ca l'Agustí
El Turó de Ca l'Agustí és una muntanya de 570 metres que es troba al municipi de Font-rubí, a la comarca de l'Alt Penedès.